# Hungersnot in Zentralkenia 1899

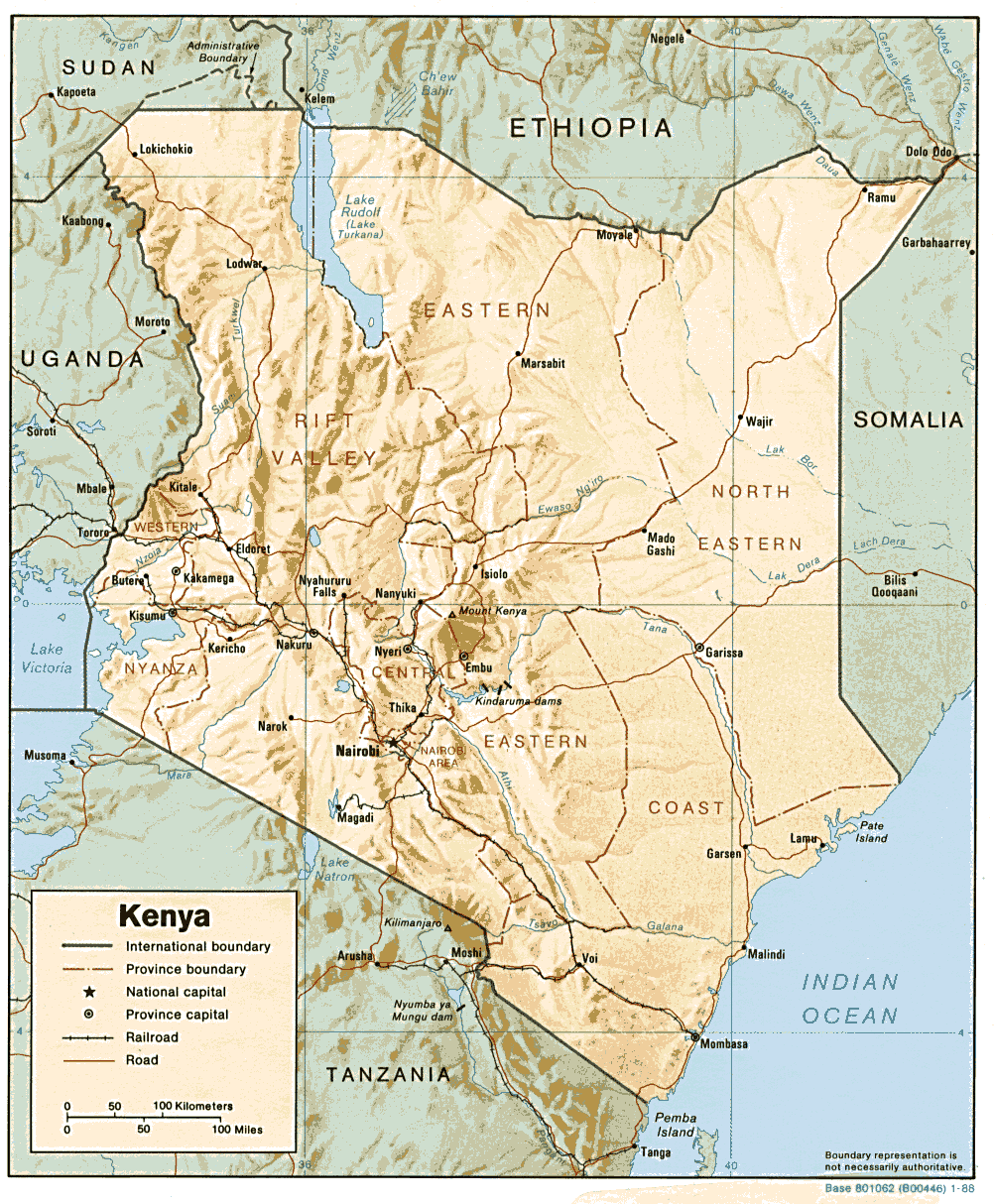
Karte Kenias

Die Hungersnot in Zentralkenia 1899 ist als eine verheerende Katastrophe in die Geschichte Kenias eingegangen. Sie breitete sich ab 1898 rasch in der Zentralregion des Landes um den Mount Kenya aus, nachdem es über mehrere aufeinanderfolgende Jahre hinweg nur geringe Niederschläge gegeben hatte. Heuschreckenplagen, Viehkrankheiten, die die Rinderbestände dezimierten, sowie der wachsende Lebensmittelbedarf durchreisender Karawanen von britischen, swahilischen und arabischen Händlern trugen ebenfalls zur Nahrungsknappheit bei. Mit der Hungersnot ging zudem eine Pockenepidemie einher, die ganze Landstriche entvölkerte.
Die Zahl der Opfer ist unbekannt, Schätzungen der wenigen europäischen Beobachter bewegten sich zwischen 50 und 90 Prozent der Bevölkerung. Betroffen waren alle in diesen Regionen lebenden Menschen, allerdings in unterschiedlichem Ausmaß.
Da die Hungersnot mit der Etablierung der britischen Kolonialherrschaft zusammenfiel, sahen die Bewohner des zentralen Kenias sie nicht als Folge von natürlichen Ursachen. Sie verstanden sie vielmehr als Zeichen einer universellen Krise, die das Gleichgewicht zwischen Gott und der Gesellschaft störte und die sich ebenso in der Kolonialherrschaft manifestierte.
Die Hungersnot zog eine soziale Neuordnung nach sich, die es der britischen Kolonialmacht und den europäischen Missionsgesellschaften erleichterte, sich in Kenia zu etablieren, zur Ethnisierung des Landes beitrug und ein bis heute nachwirkendes kollektives Trauma in der kenianischen Bevölkerung bewirkte.

## Zentralkenia am Ende des 19. Jahrhunderts

### Soziale Organisation

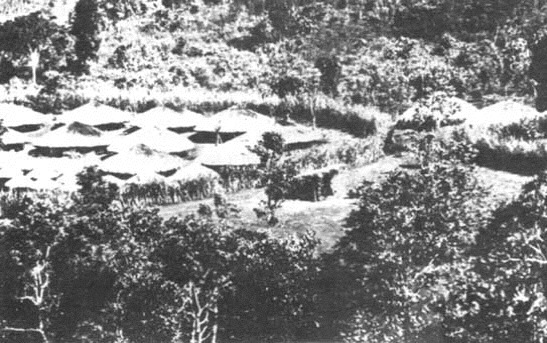
Ein befestigtes Dorf in den Nyandarua-Wäldern. Solche Dörfer mit einer Umfassung waren vor allem in den Grenzgebieten der von Kikuyu bewohnten Region üblich.

Zentralkenia war bereits gegen Ende des 19. Jahrhunderts wegen seiner fruchtbaren Böden und des besonders im Hochland niederschlagsreichen Klimas eine dicht besiedelte Region. Neben dem Gebiet um den Victoriasee war es, mit (nach allerdings ungenauen Schätzungen) etwa einer Million Menschen, die bevölkerungsreichste Gegend Britisch-Ostafrikas. Während in dem hochgelegenen Gebiet zwischen dem Mount Kenya und den Ngong-Bergen vor allem Gemeinschaften der Kikuyu, Embu, Meru, Mbeere und Ogiek lebten, war die tiefer liegende und in die halbtrockene Steppe übergehende Region östlich davon vor allem von kambasprachigen Gruppen bewohnt. Südlich der Ngong-Berge und westlich der Nyandarua-Berge siedelten ebenfalls Kikuyu, Ogiek und Massai. Lebensgrundlage war im fruchtbaren Hochland in erster Linie der Ackerbau und in den kargen Steppen vor allem Rinderhaltung.
Anders als im 20. Jahrhundert auf Karten häufig dargestellt, lebten diese Gruppen nicht in fest voneinander abgegrenzten Territorien. Sie waren im Gegenteil kulturell und sozial eng miteinander verflochten. Ihre Sprachen waren – bis auf die nilotische Sprache Maa – Bantusprachen und daher eng miteinander verwandt. Neben der Sprache verband die Angehörigen der jeweils gleichen Sprachgruppe jedoch wenig, sie waren nicht durch eine gemeinsame politische Autorität und nur selten durch gemeinsame Rituale verbunden. Eine ethnische Identität, wie sie heute bekannt ist, war nicht ausgeprägt. Die Zugehörigkeit zu den Massai etwa konnte sich durch Umzug oder durch den Wechsel der Lebensgrundlage, z. B. von der Rinderzucht zum Ackerbau, ändern.
Die Menschen lebten vielmehr in kleinen Gemeinschaften, in Clans, Familien- oder Dorfverbänden organisiert. Solche Gruppen konnten sich auch aus Menschen mit unterschiedlicher sprachlicher Herkunft bilden. Oft entstanden sie um einen Patron, ein einflussreiches Familienoberhaupt, der es verstand, Menschen an sich zu binden, indem er ihnen Schutz in der Gemeinschaft bot. Meist identifizierten sich diese Gemeinschaften durch die Region, in der sie lebten, über den Gründer ihrer Gemeinschaft als gemeinsamen, auch erfundenen, Ahnen oder über ihre Lebensweise als Ackerbauern, Jäger oder Viehzüchter. Feindseligkeiten zwischen verschiedenen Einheiten derselben Sprachgruppe kamen ebenso häufig vor wie zwischen Angehörigen verschiedener ethnischer Gruppen.

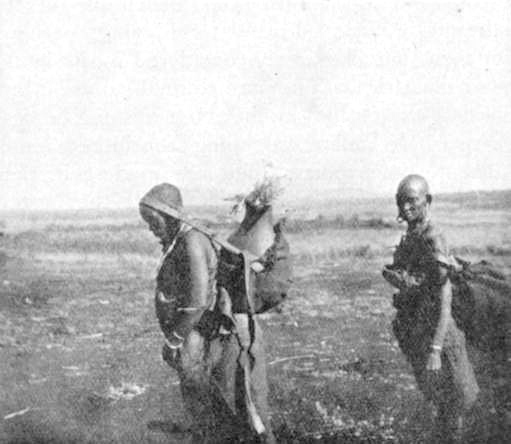
Frauen mit Waren in Zentralkenia, um 1895. In der Kalebasse ist vermutlich Bier, ein Gut, mit dem traditionell Frauen handelten.

### Regionaler Austausch und Kontakt
Dennoch standen diese kleinen Gemeinschaften über sprachliche Grenzen hinweg in regem Kontakt. Sie heirateten häufig untereinander, trieben lebhaften Handel und beeinflussten gegenseitig ihre Lebensweise, besonders in Gebieten, in denen sie als Nachbarn zusammenlebten. Dieser Kontakt war überlebensnotwendig. Das ertragreiche Hochland fungierte als Kornkammer der gesamten Region. Waren einzelne Gebiete durch Dürren von Nahrungsmangel bedroht, unternahmen die Menschen Handelsreisen ins Hochland und tauschten Ziegen, Schafe und Rinder, Pfeilgifte und Tabak, Werkzeuge oder Waffen, Metalle, Salz und Heilkräuter, Honig oder auch ihre Arbeitskraft gegen Lebensmittel wie Hirse und Yams, Bohnen, Mais und Bananen. In Notzeiten kam es auch vor, dass ganze Familien ins Hochland auswanderten, dort auf dem Land eines wohlhabenden Bauern lebten und arbeiteten und so die Notzeit überstanden.
Daneben pflegten einzelne Regionen im Süden dieses Gebietes einen regen Kontakt mit den großen Karawanen, die von der ostafrikanischen Küste ins Inland zogen, um Elfenbein aufzukaufen. In Zentralkenia entstand eine Reihe von Handelsknotenpunkten, wo Zwischenhändler Lebensmittel von der lokalen Bevölkerung erwarben und an die großen Karawanen als Proviant für die Weiterreise verkauften.

### Mangelnder Regen, Rinderpest und Heuschreckenplagen
Für weite Teile Ostafrikas waren die 1880er und 1890er Jahre eine Zeit unregelmäßigen und mangelhaften Niederschlags. Ursache der Trockenheit in Zentralkenia war letztlich ein starkes Auftreten des Klimaphänomens La Niña im Jahre 1898. Dieses Ereignis sowie ein sehr starkes Auftreten von El Niño 1896 und ein erneuter El Niño 1899 führten auch in anderen Teilen Afrikas zu Dürre und Hunger. In Zentralkenia kamen weitere belastende Faktoren hinzu. So vernichteten Heuschreckenschwärme in der 1890er Jahre die durch den fehlenden Regen bereits unzureichenden Ernten in den kargen ebenso wie in den fruchtbaren Gebieten.

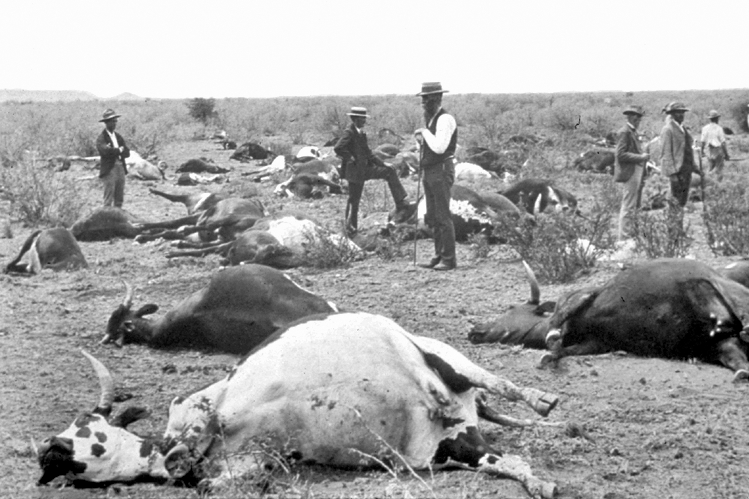
Rinderpest-Ausbruch in Afrika Ende des 19. Jahrhunderts

Darüber hinaus hatte eine Rinderpest-Epizootie schon 1891 große Teile der Rinderbestände vernichtet. Diese ursprünglich aus Asien stammende Tierseuche war 1887 von italienischen Truppen mit indischen Rindern nach Äthiopien eingeschleppt worden und verbreitete sich von dort nach Ostafrika und schließlich bis in das südliche Afrika, wo es keine Immunität gegen die Krankheit gab. Rinderbesitzer in Kenia verloren bis zu 90 Prozent ihrer Viehbestände. In der gesamten Region hatte der Verlust der Rinder tiefgreifende Folgen. Ihr Fleisch wurde äußerst selten verzehrt. Sie galten als Prestigeobjekt und waren ein wertvolles Zahlungsmittel für den Brautpreis und für den Kauf von Lebensmitteln aus fruchtbaren Regionen. Besonders in pastoralen Gesellschaften fiel mit dem Verlust der Rinder für Kinder und junge Erwachsene ein wichtiger Nahrungsbestandteil weg, denn diese ernährten sich zum großen Teil von einem mit Kräutern versetzten Milch-Blut-Gemisch, das man aus Milch und dem aus der Halsschlagader des Rindes abgezapften Blut gewann.
Unter den Auswirkungen hatten insbesondere die Massai zu leiden, in deren Gesellschaft die Rinderzucht ein zentrales Element war. Nachdem ihre wirtschaftliche Grundlage zerstört war, starben Tausende, ganze Gemeinschaften lösten sich auf. Überlebende suchten vor allem bei den benachbarten Kikuyu Zuflucht. Feindseligkeiten und die Anwendung von Gewalt nahmen in diesem Zeitraum drastisch zu. Die Rinderpest machte aus den stolzen und gefürchteten Massai Bettler, und sie versuchten, den sozialen Abstieg aufzuhalten, indem die Krieger in großem Stil Rinder und Frauen von umliegenden Gesellschaften raubten, um Haushalte neu aufzubauen.

### Die Vorboten der Kolonialmacht

Flagge der Imperial British East Africa Company, die ab 1888 ins Innere Kenia vordrang

An den Katastrophen hatten die ersten Versuche der britischen Kolonialmacht, in Kenia Fuß zu fassen, einen nicht unbeträchtlichen Anteil. Ab 1889 errichtete die Imperial British East Africa Company eine Reihe von Verwaltungsposten entlang des bestehenden Handelsweges von der Hafenstadt Mombasa zum Victoriasee (der deutsche Einfluss endete 1890 mit der Übergabe Witus). Ihre Aufgabe bestand darin, die großen Handelskarawanen der Company, die bis zu tausend Personen umfassten, mit Nahrungsmitteln für die Weiterreise zu versorgen. Hierzu wurden große Mengen an Lebensmitteln bei der ansässigen Bevölkerung aufgekauft, mitunter ihr auch geraubt. Der Karawanenverkehr begünstigte zudem die Ausbreitung von bisher unbekannten Krankheiten wie der Rinderpest.
Der Einfluss der Briten blieb zunächst jedoch gering und beschränkte sich auf die wenigen Stationen und einen kleinen Umkreis. Erst durch den Eisenbahnbau änderte sich das. Nachdem Großbritannien 1895 die Verwaltung Britisch-Ostafrikas übernommen hatte, begann 1896 der Bau der Uganda-Bahn, die Mombasa mit Uganda verbinden sollte. Je weiter die fertiggestellte Strecke vorrückte, desto leichter wurde es für Europäer, das Inland zu erreichen. 1899 hatte die Bahnstrecke das 1896 als Depot für Baumaterial entstandene Nairobi und damit das südliche Kikuyugebiet im zentralen Kenia erreicht. Die Zahl der Europäer im Land änderte sich damit sprunghaft; Siedler und Verwaltungsbeamte, Missionare, Abenteurer, Geschäftsleute und Wissenschaftler reisten an.
Für die Afrikaner hatte der Eisenbahnbau noch eine weitere Dimension. Seit Beginn des Bahnbaus 1896 lockte er zahlreiche Arbeiter auf die riesigen Baustellen. Sie verdingten sich hier als Arbeitskräfte, um mit dem Verdienst begehrte europäische Handelsgüter wie Baumwollstoffe und Kleidung, Tabaksdosen, Feuerwaffen oder Perlen erwerben zu können. Die meisten dieser Bahnarbeiter waren indische Vertragsarbeiter, doch auch Afrikaner aus ganz Ostafrika arbeiteten hier, darunter etliche aus dem zentralen Kenia. Diese vor allem männlichen Arbeitskräfte fehlten in der Landwirtschaft, was die Ernteerträge zusätzlich verringerte.

## Der Große Hunger
Als sich die Große Hungersnot, wie sie im Nachhinein genannt wurde, Ende der 1890er Jahre ausbreitete, waren davon alle Einwohner Kenias betroffen, die zwischen dem Mount Kenya und dem Kilimandscharo lebten. In den tiefer gelegenen östlichen Regionen waren schon Ende des Jahres 1897 die Ernten selbst in jenen Gebieten, die gewöhnlich Lebensmittelüberschüsse erzeugten, gering. Das Jahr 1898 begann mit weiteren trockenen Monaten und der Hunger griff auf südlich gelegene Regionen über. Eine Heuschreckenplage und ein erneuter Ausbruch der Rinderpest, der wiederum um die 30 Prozent der Rinderbestände vernichtete, verstärkten die Auswirkungen des unzureichenden Niederschlags. Bereits Mitte des Jahres 1898 starben viele Menschen an Hunger. Der Regen in jenem Jahr kam spät und fiel erneut in geringeren Mengen als gewohnt. Jetzt vertrockneten schließlich auch die Ernten östlich des Hochlandes und im südlichen Kikuyugebiet auf den Feldern.

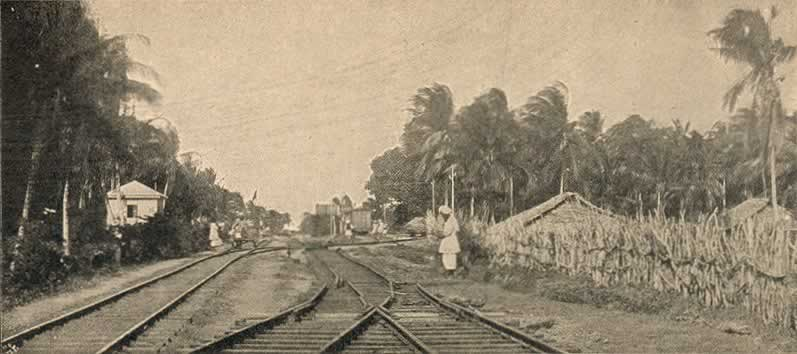
An der neugebauten Strecke der Uganda-Bahn

Der Nahrungsmangel hatte sich in Zentralkenia Mitte 1898 jedoch noch nicht vollständig ausgebreitet. Händler verkauften weiterhin Lebensmittelvorräte aus dem Hochland an durchziehende Karawanen oder an Zwischenhändler, um begehrte Waren wie Kleidung, Perlen, Waffen oder Kupfer- und Messingdraht (aus denen Schmuck gefertigt wurde) zu erwerben. Offenbar ging man davon aus, dass Nahrungsmittel nur punktuell unter den weniger wohlhabenden Menschen knapp waren und im Notfall durch den Handel aus dem zentralen Hochland weiterhin zu beschaffen seien. So berichtete der britische Missionar Harry Leakey von der Missionsstation Kabete in der Nähe von Nairobi: „Die Schrecken (der Hungersnot) wurden außerordentlich durch die Tatsache vermehrt, dass zu dieser Zeit eine riesige Karawane mit nubischen Truppen durch das Kikuyugebiet marschierte. Die Agenten des Lebensmittelzulieferers kauften große Mengen Getreide auf, und der Erlös in Messingdraht, Baumwollstoffen und Perlen erschien den unglücklichen Verkäufern luxuriös. Tatsächlich bedeutete er Unheil, denn als endlich nach zwei, wenn nicht drei vergeblichen Aussaaten genügend Regen kam, um etwas wachsen zu lassen, war kaum noch Saatgut in den Getreidespeichern.“
Ob der Handel mit Lebensmitteln tatsächlich eine Ursache für die Nahrungsknappheit war, ist dennoch umstritten. Die Anthropologin Kershaw wies darauf hin, dass auch Gegenden, die keinen Handel mit den großen Karawanen betrieben, vom Hunger betroffen waren. Der Historiker Ambler beschreibt den Verlauf der Hungersnot als eine sich verschiebende Grenze, die sich mit den Flüchtlingen bewegte: Sobald die Hungermigranten in ein Gebiet einwanderten, das vom Hunger noch nicht betroffen war, entwickelte sich dort eine Lebensmittelknappheit. Diese produzierte weitere Flüchtlinge, die wiederum in neue Gebiete auswichen und auch dort für Nahrungsmangel sorgten.
Das regenreiche Hochland zwischen dem Mount Kenya und den Nyandarua-Bergen blieb vom Hunger verschont. Hier fielen die Ernten zwar ebenfalls kleiner aus, doch es wurden weiterhin Lebensmittelüberschüsse produziert, die für Flüchtlinge aus den Hungergebieten das Überleben bedeuteten.
1898 näherte sich der Bahnbau dem Kamba-Gebiet und dem Hochland. Für die Ernährung der Bauarbeiter – auf manchen Baustellen bis zu 4000 Personen – wurden weitere große Mengen von Ziegen und Schafen, Bohnen, Mais und Getreide aus der Umgebung aufgekauft. Nachdem bereits zuvor viele Männer als Arbeiter zu den entfernt liegenden Baustellen gezogen waren, vergrößerte sich die Zahl der Lohnarbeiter auch unter Frauen noch deutlich, als die Baustellen in die nähere Umgebung rückten. Auch im wachsenden Karawanenverkehr arbeiten viele Männer als Träger, sodass zunehmend Arbeitskräfte in der Landwirtschaft fehlten. Durch die anhaltende Dürre waren die zu Hause Verbliebenen oft zu geschwächt, um zusätzliche Maßnahmen gegen den Hunger zu ergreifen.
Zu Beginn des Jahres 1899 hatte die Hungersnot einen Höhepunkt erreicht. Sie wurde nicht allein von einer Pockenepidemie begleitet, sondern auch vom Auftauchen des Sandflohs, der bis dato in Zentralkenia unbekannt war und sich schnell ausbreitete. Für die entkräfteten Menschen, denen der Umgang mit Sandflöhen nicht vertraut war, endete der Befall durch das Insekt, das sich durch die Haut ins Fleisch fraß, oft mit verkrüppelten Gliedmaßen, manchmal gar mit dem Tod.

### Überlebensstrategien

#### Handel und Jagd
Angesichts der verdorrenden Ernten auf den Feldern und der schwindenden Vorräte war das wichtigste Mittel zum Überleben Vieh, insbesondere Rinder. Deren Milch und Blut verschaffte ohne Verzug und Mühe Nahrung. Wichtiger noch war, dass Rinder wegen ihres Wertes als Prestigeobjekte für Nahrungsmittel aus dem Hochland verkauft werden konnten. In der Not wurden Heiraten für ungültig erklärt, um Vieh, das als Brautpreis entrichtet worden war, zurückfordern zu können. In anderen Fällen wurden Mädchen überstürzt verheiratet, um Vieh in den Haushalt einzuführen. Trotz des großen Hungers wurde allerdings selten Vieh wegen des Fleischertrages geschlachtet, es war das Kapital einer Familie und wurde eher als Währung denn als Nahrungsmittel behandelt.
Handelsreisen ins Hochland, um dort Lebensmittel zu beschaffen, waren jedoch riskant. Sie dauerten mehrere Tage, für die Verpflegung notwendig war, und es mussten reißende Flüsse überquert werden. Vielerorts trieben Räuberbanden ihr Unwesen, die Reisende überfielen und ihrer Waren beraubten. Oft erreichten die vom Hunger geschwächten Reisenden ihr Ziel nicht und starben unterwegs.
Arme Familien, die über wenig oder kein Vieh verfügten, litten zuerst und am meisten unter dem Hunger und mussten täglich neu um das Überleben kämpfen. Viele der sonst Landwirtschaft betreibenden Familien wichen auf die Jagd als Nahrungsquelle aus und fingen mit Fallen Gazellen und Eidechsen, die sich in der Nähe der Wohnstätten aufhielten. Einzelne Männer taten sich in Gruppen zusammen und gingen gemeinsam auf die gefährliche Jagd nach Großwild wie Kaffernbüffel oder Elefanten – eine Überlebensform, die gemeinhin in Zentralkenia verachtet wurde. Frauen mit Kindern, Schwache und Alte, die zu Hause bleiben mussten, lebten von Wurzeln und Gräsern, wilden Früchten und Blättern. Man griff zu verzweifelten Maßnahmen, sich zu ernähren. Kleidungsstücke aus Leder und Kalebassen wurden tagelang weichgekocht, um sie essbar zu machen, und Holzkohle wurde zu Mehl verarbeitet.

#### Migration

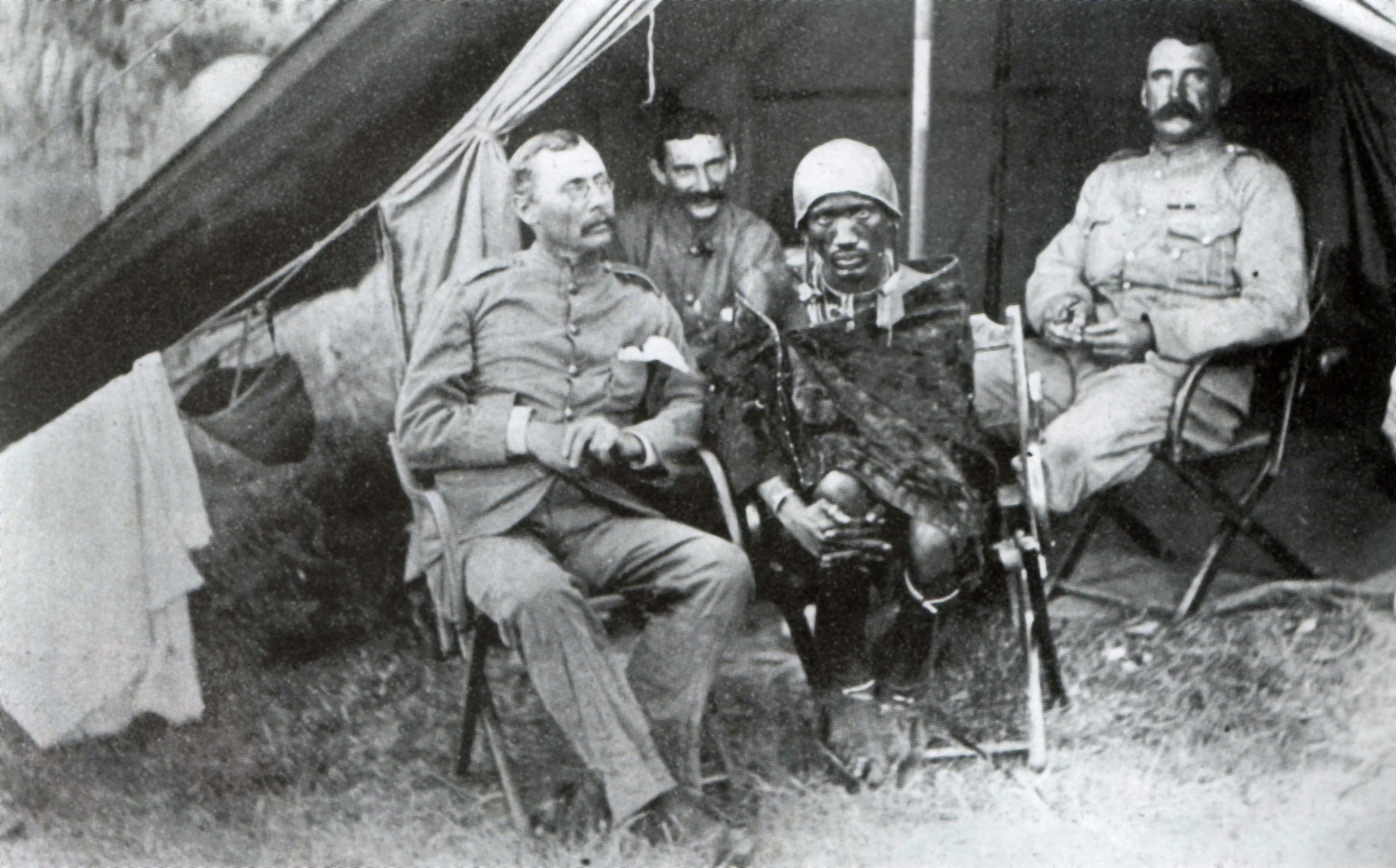
Der Geograph Halford John Mackinder (links) reiste 1899 durch das Hungergebiet mit dem Ziel, den Mount Kenya zu besteigen. Neben ihm Lenana, ein Medizinmann der Massai, nach dem Mackinder einen der Gipfel des Berges benannte. Zwischen beiden Francis Hall, Verwaltungsbeamter der Station Fort Smith.

Da es im regenreichen zentralen Hochland, im nördlichen Kikuyugebiet und rings um den Mount Kenya, keinen Nahrungsmangel gab, wanderten Tausende aus den benachbarten Regionen in dieses Gebiet. Viele starben bereits auf dem Weg oder kurz nach ihrer Ankunft. Die Überlebenden versuchten, als Arbeiter auf den Feldern in den weiterhin fruchtbaren Gebieten die Hungerszeit zu überdauern.
Eine entscheidende Überlebensstrategie war die Verpfändung von Frauen und Mädchen. Indem hungernde Familien ihre weiblichen Mitglieder an einen anderen Haushalt verpfändeten, der über Nahrung verfügte, waren sowohl die Männer, die dafür Lebensmittel erhielten, als auch die Frauen und Mädchen, die in gut versorgte Familien wechselten, gerettet. Trotz des unter Umständen äußerst traumatischen Erlebnisses für die beteiligten Frauen, die oft nicht nur ihre Familie, sondern auch ihr vertrautes kulturelles und sprachliches Umfeld verlassen mussten, war diese Methode sehr verbreitet. Tausende von Frauen und Mädchen, vor allem aus Massai- und Kamba-Gemeinschaften, wechselten zwischen 1898 und 1900 in zumeist kikuyusprachige Familienverbände über, die im zentralen und fruchtbaren Hochland lebten. Viele Frauen zogen auch in Eigeninitiative auf die Verwaltungsstationen oder zu den großen Bahnbaulagern und verdienten ihren Lebensunterhalt mit Prostitution, Kleinhandel und Bierbrauen.
Neben den Frauen wanderten jedoch auch ganze Dorf- und Familienverbände aus den Hungerregionen ab. Manche Gegenden östlich des Mount Kenya und südlich des heutigen Nairobi schienen den europäischen Beobachtern, die erstmals das Land bereisten, entvölkert. Die Migranten suchten in der Regel in Regionen Zuflucht, die ihnen von Handelsreisen vertraut waren oder in denen sie durch Heirat oder Blutsbrüderschaften auf eine verwandtschaftlich-freundliche Aufnahme hoffen konnten. Die Hungerflüchtlinge wurden in den Gastgemeinschaften jedoch keineswegs nur freundlich empfangen. Sie erlebten das Außenseiterschicksal von Flüchtlingen, ihre Frauen und Kinder wurden häufig vergewaltigt und geraubt. Im weiteren Verlauf kam es vereinzelt auch zu Massakern, da die Gastgesellschaften – nicht grundlos – fürchteten, dass sich durch den Zustrom der Flüchtlinge auch ihre eigenen Nahrungsvorräte erschöpfen würden.

#### Kriminalität und Gewalt
Die Not führte dazu, dass sich vielerorts soziale Strukturen und moralische Bindungen auflösten. Selbst engste Beziehungen wurden zerrissen, um sich aus Verantwortlichkeiten zu befreien und das eigene Überleben zu sichern. Blutsbrüder beraubten einander, Männer verließen ihre Familien und Mütter ihre Kinder. In einer kleinen, verlassenen Hütte im Kambagebiet fanden Missionare 24 tote Kinder, die einander eng umschlungen hielten. Andere Kinder irrten allein, mit Geschwistern oder in größeren Gruppen umher und suchten nach Schutz und Nahrung. Junge Männer und selbst Frauen taten sich zu kleinen Banden zusammen und lebten vom Raub. Sie überfielen kleinere und größere Karawanen und Haushalte, die wegen der fehlenden Männer nicht mehr geschützt waren. Auch die Bahnbaustellen waren Ziel häufiger Überfälle, da die große Zahl der Arbeiter, die dort versorgt werden mussten, einen ergiebigen Vorrat an Lebensmitteln versprach.
Die Banden umherziehender Marodeure machten das Leben in den Streusiedlungen zunehmend gefährlicher. Angriffe auf Flüchtlinge nahmen zu, insbesondere Frauen und Kinder wurden von Händlern gefangen genommen und an Karawanen als Sklaven verkauft. Selbst innerhalb von Familien kam es vor, dass hierarchisch höherstehende Personen Männer und Frauen aus dem Familienverband in die Sklaverei verkauften. Auch Gerüchte über Kannibalismus verbreiteten sich. Der Elfenbeinhändler John Boyes berichtete: „Einige meiner Männer haben grausige Geschichten von Leuten gehört, die in ihrer Verzweiflung angesichts des Nahrungsmangels einander töten und essen.“

### Pockenepidemie
Die Lage verschlimmerte sich noch gravierend durch eine Pockenepidemie, die sich von Mombasa aus entlang der Bahnlinie ausbreitete. In Mombasa sammelte man jeden Morgen die Toten aus den Straßen auf, aber die dort ansässige Kolonialverwaltung unternahm keine Schritte, um die Ausbreitung der Seuche zu verhindern. Die Krankheit gelangte durch die gerade fertiggestellte Strecke der Uganda-Bahn schnell in das vom Hunger betroffene Zentralgebiet.
Die Pocken betrafen sowohl Hungernde als auch ausreichend Ernährte. Besonders verheerend wirkten sie sich im fruchtbaren Hochland aus, wo die Gemeinschaften von der Hungersnot weitgehend verschont geblieben waren. Die Seuche, die von den zahlreichen Hungerflüchtlingen eingeschleppt wurde, breitete sich in dem dicht besiedelten Gebiet – dessen Einwohnerzahl durch den Zustrom der Flüchtlinge noch gestiegen war – mit rasender Geschwindigkeit aus. Ganze Dörfer wurden in Kürze entvölkert.
Rachel Watt, die Frau eines Missionars, beschrieb die Situation in Machakos, rund 100 km östlich von Nairobi: „Wo auch immer man hinging, die Wege waren mit Leichen übersät. Bis aufs Skelett abgemagerte Babys wurden weinend neben den Leichnamen ihrer Mütter gefunden.“
Viele Menschen suchten sich durch Amulette, Medizin und andere Zauber vor Krankheit und Tod zu schützen. Andere richteten ihren Zorn und ihre Verzweiflung gegen einzelne Menschen, namentlich verlassene Frauen oder Witwen wurden der Hexerei beschuldigt und für das Elend verantwortlich gemacht. Einige Gesellschaften, wie etwa die Embu, verboten Fremden den Zuzug in ihr Siedlungsgebiet völlig, um die Ausbreitung der Pocken zu verhindern. In anderen Gebieten wiederum zwang man die zugezogenen Flüchtlinge, die Erkrankten zu pflegen.

### Die Rolle der Kolonialverwaltung

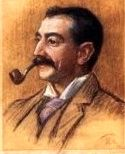
Francis Hall. Als Verwalter der Station Fort Smith war er einer der wenigen europäischen Zeugen der dramatischen Hungersnot.

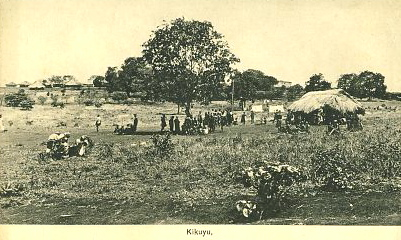
Die Station Fort Smith um 1900

Die Verwaltungsstationen der sich etablierenden Kolonialmacht und die Missionsstationen nutzten die Situation, um ihren Einfluss zu stärken. Durch den Zugang zu importierten Gütern waren sie, besonders nachdem die Bahnstrecke Nairobi erreicht hatte, nicht mehr von der lokalen Lebensmittelproduktion abhängig. Die Stationen wurden zu Anlaufstellen für viele Hungernde aus der Umgebung, da hier Nahrung vorhanden war, vor allem aus Indien eingeführter Reis. Nach der Fertigstellung der Bahn wuchsen die Stationen und Missionszentren in rasantem Tempo. Die hier residierenden Europäer hatten zuvor häufig den Mangel an Arbeitskräften, die zur Unterhaltung der Station nötig waren, beklagt. Wanderarbeiter zogen es vor, beim Bahnbau zu arbeiten, da man hier besser versorgt und bezahlt wurde. Dieses Problem des Arbeitskräftemangels löste sich, da Hunderte von Männern, insbesondere Massai, in die Nähe der Stationen zogen, um sich dort als Träger und Hilfspolizisten zu verdingen. Als Lohn wurde Reis ausgegeben. In den Regionen dieser frühen Stationen wird die Hungersnot daher auch als Yua ya Mapunga erinnert, die „Reis-Hungersnot“, da mit ihr dieses relativ teure und bis dahin weithin unbekannte Lebensmittel eingeführt wurde.
Zugleich begann ein von der Verwaltung und den Missionen organisiertes Hilfsprogramm, das von der britischen Regierung finanziert wurde. Im Kambagebiet und um Nairobi wurden Lager errichtet, die an erwachsene Personen täglich ein Pfund Reis ausgaben. Flüchtlinge strömten an diesen Orten zusammen. In Machakos gab der britische Beamte John Ainsworth im August 1899 täglich 500 Portionen aus, Ende des Jahres mehr als 1500. Insgesamt lebten zu diesem Zeitpunkt ungefähr 5000 Menschen in Zentralkenia von den Nahrungsspenden der Beamten und Missionare.

### Das Ende des Hungers
Die letzten Monate des Jahres 1899 brachten starke Regenfälle und damit das Ende der Dürre, die Zentralkenia während der letzten beiden Jahre verwüstet hatte. Allerdings brachten sie noch nicht das Ende des Hungers. Für einige Gegenden bedeutete gerade diese Zeit noch einmal eine Periode des Leidens. Die Felder waren verwüstet und vom Unkraut überwuchert, nicht alle Überlebenden hatten noch Kraft, den Boden wieder für eine Aussaat vorzubereiten. Wo Ernten heranreiften, verführte der Hunger dazu, die unreifen Feldfrüchte zu verzehren, was weitere Krankheiten unter den geschwächten Menschen hervorrief.
Auch wenn die Not durch den Regen nicht sofort beendet war, besserte sich die Versorgungslage doch relativ rasch. Europäische Stationen stellten Saatgut zur Verfügung, da viele Betroffene in der Not ihr eigenes Saatgut verzehrt oder verkauft hatten. Einige Wochen später konnten Überlebende erste Ernten einbringen.

## Folgen

### Opfer

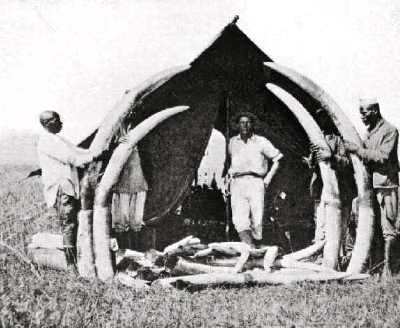
John Boyes, Elfenbeinhändler und Abenteurer, wurde im Hochland und Kikuyugebiet Zeuge der Hungersnot

Alle Versuche, die Zahl der Opfer zu erfassen, basieren auf sehr ungenauen Schätzungen. Das ergibt sich bereits aus der Tatsache, dass die Bevölkerung in Zentralkenia vor der Etablierung der Kolonialherrschaft nur sehr grob geschätzt werden kann. Die einzige systematische Untersuchung zu den Verlusten während der Hungersnot wurde in den 1950er Jahren von der niederländischen Anthropologin Gretha Kershaw durchgeführt und beschränkte sich auf ein kleines Gebiet in der Gegend von Nairobi. Sie ergab, dass von 71 erwachsenen Männern 24 die Hungersnot nicht überlebt hatten. Dabei ist jedoch zu bedenken, dass diese Region zu den wohlhabenderen gehörte und sich durch den Zuzug der Europäer eine Reihe von Überlebensmöglichkeiten ergaben.
Es sind eher Beschreibungen persönlicher Eindrücke von europäischen Beobachtern, die einen Eindruck vom Ausmaß der Opfer vermitteln. Im Oktober schrieb Francis Hall, der als britischer Beamter der Verwaltungsstation Fort Smith im südlichen Kikuyugebiet täglich Reis ausgab, an seinen Vater: „Wegen der Hungersnot und der Pocken begraben wir jeden Tag sechs bis acht Menschen. Man kann keinen Spaziergang machen, ohne über Leichname zu fallen.“ John Boyes, der sich im Kikuyugebiet einen gewissen Einfluss verschafft hatte, schrieb in einem Bericht, dass von einer Karawane von Hungerflüchtlingen, die er ins Hochland begleitete, täglich um die fünfzig Menschen starben.
Die Todesrate war sicher in den einzelnen Regionen sehr unterschiedlich. Besonders hohe Verluste erlitten die Gebiete östlich und südlich des Hochlandes, wo viele Kamba, Massai, in geringerem Maße auch Kikuyu lebten. Territorial handelte es sich um die Gegenden der heutigen Provinz Central, um Nairobi, den südwestlichen Teil der Provinz Eastern sowie den südöstlichen Teil der Provinz Rift Valley. Die von Europäern beobachtete Entvölkerung insbesondere der tiefer gelegenen Gebiete kann sowohl auf eine hohe Todesrate als auch auf die Abwanderung der Menschen hinweisen. Ein häufiger Topos in Beschreibungen von Aufenthalten in Zentralkenia aus dieser Zeit sind die Wege, deren Ränder mit Leichen übersät sind. Ein britischer Siedler erinnerte sich an die Bahnlinie mit den Worten: „1899, als ich den Schienen folgte, kam ich nicht einmal bis Limuru. Die Bahnlinie war ein Berg von Leichen.“

### Soziale und ökonomische Neuorientierung
Nach der großen Katastrophe lag das wichtigste Bestreben der Bevölkerung darin, Haushalte, Familien und Gemeinschaften wieder aufzubauen, die soziale Ordnung wiederherzustellen und eine lokale Wirtschaft in Gang zu bringen. Da der Handel inzwischen über die Eisenbahn abgewickelt wurde, brach eine Haupteinnahmequelle für den Lebensunterhalt weg. Die Menschen organisierten sich daher eher in kleinen verstreuten Haushalten und nicht mehr in größeren, um einen Patriarchen gruppierten Gemeinschaften. So war es einfacher, alle Mitglieder einer Familie mit dem Land, über das man verfügte, zu ernähren.
Der Wiederaufbau vollzog sich buchstäblich in einem Leichenfeld. So erinnerte sich eine Frau an diese Zeit, die sie als Kind erlebte: „Nach der Hungersnot kam eine Jahreszeit der Hirseaussaat und die Hirse wuchs sehr rasch. Aber man konnte wegen der vielen Toten nicht auf den Feldern gehen. Man sah einen Kürbis oder einen Flaschenkürbis, aber man konnte ihn nicht erreichen, weil er auf einem Haufen von Leichen wuchs.“
Nach den bitteren Erfahrungen zogen es viele Menschen vor, die halbtrockenen und tiefer gelegenen Steppen zu verlassen. Sie siedelten sich stattdessen im bewaldeten Hochland an, das sicheren Niederschlag und nach der harten Arbeit des Rodens sicheres Auskommen, dafür aber wenig Weideflächen für Viehhaltung bot. Durch die extreme Zunahme an unkultiviertem Boden wurde aus den trockenen Regionen wieder Buschland und damit auf lange Sicht ein Lebensraum für die Tsetsefliege. Das erschwerte die Wiederansiedlung von Viehzüchtern und die Neuformierung einer lokalen Viehwirtschaft in diesen Regionen.
Soziale Gegensätze verschärften sich dauerhaft. Reiche Familien, die die Not überstanden hatten, ohne ihre Heimat zu verlassen, besetzten häufig das Land der Nachbarn, die ins Hochland migriert waren. Durch ihre privilegierte Lage waren sie imstande, Notleidende, Witwen und Waisen an ihren Haushalt zu binden, deren Arbeitskraft zur Bearbeitung von zusätzlichem Land zu nutzen und dadurch schnell einen beträchtlichen Wohlstand aufzubauen. Viele Flüchtlinge, die in ihre Heimat zurückkehrten, fanden ihr Land besetzt vor, sie mussten Pächter werden oder als Lohnarbeiter ihren Lebensunterhalt verdienen. Der Verlust ihres Landes verhinderte jedoch, dass sie als Bauern an Erfolge vor der Hungersnot anknüpfen konnten. Noch in den 1930er Jahren wurden Streitfälle um Land vor Gericht gebracht, die ihren Ursprung in dieser Zeit hatten.

### Festigung der kolonialen Herrschaft

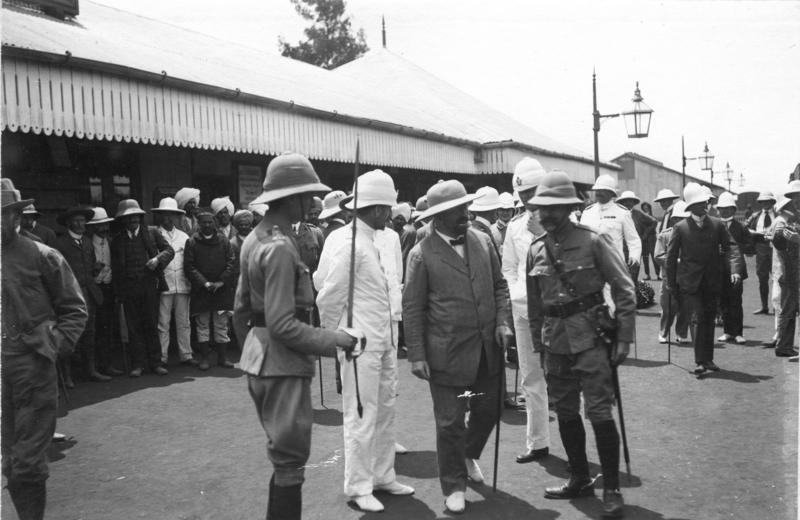
Der Bahnhof von Nairobi 1907. Die koloniale Herrschaft hat sich etabliert.

Die britische Kolonialmacht ging aus der Hungersnot gestärkt hervor. Die Verwaltungsstationen hatten durch die Not der afrikanischen Bevölkerung Arbeitskräfte und eine große Gefolgschaft gewonnen, die meist auch nach Verbesserung der Lage weiterhin im Umkreis der Stationen wohnen blieben. Auch das Ansehen der Missionen hatte sich deutlich gebessert. Vor der Hungersnot war das Interesse am Christentum sehr gering und für die Missionen enttäuschend gewesen. Während der Hungersnot hingegen hatten viele Hungernde bei ihnen Zuflucht gefunden, aus denen eine erste Generation von afrikanischen Christen in Zentralkenia hervorging. In der Gegend um Nairobi hatte der Missionar Krieger die Menschen in der Nachbarschaft regelmäßig mit dem Fleisch von Wildtieren versorgt, die er bei Jagdunternehmungen erlegte. Missionar Bangert von der Missionsstation Kangundo sah im Rückblick die Hungersnot folglich auch als „eine wunderbare Gelegenheit, das Evangelium in die Herzen dieser Menschen zu bringen“.
Die verstreut lebenden Haushalte identifizierten sich immer weniger mit den früher existierenden kleinen Gesellschaften. Sie ordneten sich stattdessen zunehmend in die Kategorien des Stammes ein, die die Kolonialmacht eingeführt hatte und nach denen das Protektorat administrativ aufgeteilt wurde. Die koloniale Verwaltung setzte Paramount Chiefs ein, die eine gesamte ethnische Gruppe vertraten, und über die sich die Menschen wesentlich einfacher kontrollieren ließen.
1902 wurden große Teile des südlichen Kikuyugebietes und des Siedlungsgebietes der Massai enteignet und für den Verkauf an weiße Siedler bereitgestellt. Dabei handelte es sich zum großen Teil um Land, das durch Tod und Abwanderung während der Hungersnot entvölkert war. Als sich in den nachfolgenden Jahrzehnten die Bevölkerung Zentralkenias von den Verlusten erholte, wurde die Landknappheit zum bleibenden Problem, das sich bis zum Ende der Kolonialzeit noch verschärfte.

### Ethnisierung der Beziehungen in Zentralkenia
Infolge der Hungersnot veränderten sich die Beziehungen unter den Gemeinschaften in Zentralkenia beträchtlich. Kikuyu entwickelten eine zunehmend feindselige Haltung gegenüber Massai. Diese hatten – da sie in trockeneren Regionen lebten und besonders vom Hunger betroffen waren – massiv im Gebiet der Kikuyu, Embu und Mbeere im Hochland Vieh, Frauen und Lebensmittel geraubt und dabei auch nicht vor Mord an Frauen und Kindern zurückgeschreckt. Da viele Massai als Hilfstruppen für europäische Verwaltungsstationen arbeiteten, hatten sie zudem an sogenannten Strafexpeditionen gegen Gruppen im Hochland teilgenommen, bei denen ebenfalls große Mengen an Vieh und Lebensmitteln von den Europäern beschlagnahmt worden waren.

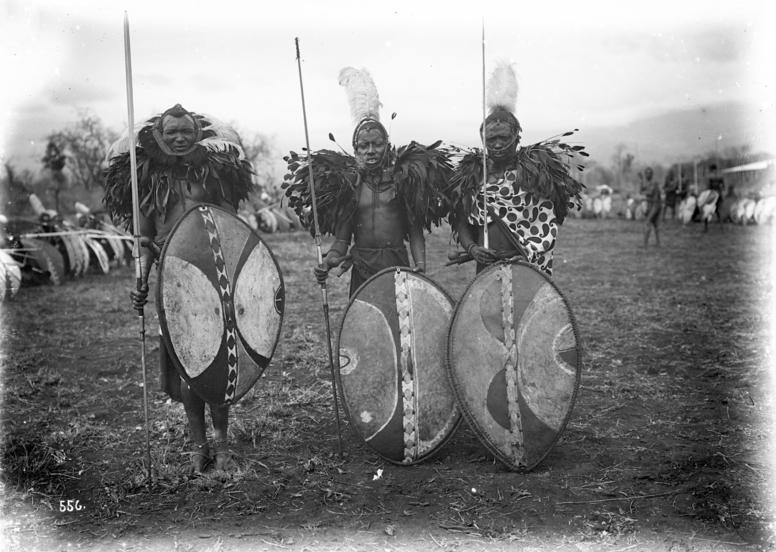
Massai-Krieger um 1900 in Kenia, ein beliebtes Fotomotiv für die mit der Eisenbahn ins Land kommenden Besucher.

Die hochgelegenen Regionen Kenias, von Kikuyu- und Embu-Sprechern und Mbeere bewohnt, waren zwar von der Hungersnot nicht direkt betroffen gewesen, litten aber an ihren indirekten Auswirkungen. Der Zustrom der Flüchtlinge erschien zunehmend als Gefahr, da auch hier die Lebensmittel knapp wurden und die rasche Ausbreitung der Pocken als eine Folge der Migration gesehen wurde. In Embu versuchten sich die Dörfer gegen die notleidenden Einwanderer zu schützen. Sie verboten den Zuzug, und die Krankheit wurde mehr und mehr als eine ethnische Charaktereigenschaft der zuziehenden Massai und Kamba gewertet.
Auch die Verpfändung von Frauen, die es in großem Maß gegeben hatte, führte nach Verbesserung der allgemeinen Versorgungslage zu Spannungen. Familien, die Frauen verpfändet hatten, waren daran interessiert, sie wieder in ihre Haushalte einzugliedern, um mit ihrer Arbeitskraft und ihrem reproduktiven Potential Gemeinschaften wieder aufzubauen. Das gestaltete sich häufig sehr schwierig, da die Frauen oft nur zögerlich zurückgegeben wurden. In vielen Fällen waren sie bereits verheiratet, in anderen Fällen als Sklavinnen verkauft worden. So entstand unter den Kamba und Massai die Ansicht, die Hochlandgesellschaften, besonders die der Kikuyu, seien Frauenräuber, die sich auf Kosten ihrer notleidenden Nachbarn bereichert hätten.

## Die Hungersnot im kollektiven Gedächtnis
Die Europäer waren zwar entsetzt über die Ausmaße der Hungersnot, sahen in ihr aber eher eine der vielen Katastrophen, unter denen Afrikaner bis zur Etablierung der Kolonialherrschaft gewöhnlich zu leiden hatten. Die tatsächliche Bedeutung der Hungersnot für die afrikanische Bevölkerung wurde erst in wissenschaftlichen Untersuchungen ab etwa 1950 erkannt. Die Anthropologin Gretha Kershaw, der kenianische Historiker Godfrey Muriuki und der amerikanische Historiker Charles Ambler, die für ihre Untersuchungen ausführliche Interviews und Feldforschungen in Kenia durchführten, machten durch ihre Forschungen offenbar, welches Trauma die Hungersnot in der kenianischen Bevölkerung ausgelöst hatte.
In Zentralkenia ging man davon aus, dass Wohlergehen ebenso wie Übel von den Ahnen als Strafe oder Unterstützung gesandt wurden. So wurde auch die Hungersnot als Zeichen der Vergeltung für ein begangenes Unrecht verstanden. Die Errichtung der Kolonialherrschaft, der Bau der Eisenbahn und die damit zunehmende Präsenz von Weißen in Zentralkenia, die zeitlich mit der Hungersnot zusammenfielen, sah man deshalb vorerst nicht als ein politisches Ereignis. Man verstand sie eher, ebenso wie die Hungersnot, die Rinderpest, den ausbleibenden Regen und die Pocken, als Teil einer universellen Krise und Abrechnung, deren Ursachen in eigenem Verschulden lagen. Selbst Jahrzehnte nach der Hungersnot sprachen die Überlebenden nur widerwillig und zögerlich über ihre Erlebnisse während dieser Zeit. Mit Schrecken erinnerte man sich nicht nur an die persönlichen Leiden, sondern auch an die Zerschlagung der sozialen Ordnung und an die Macht der Ahnen über die Lebenden.
Bis heute ist die schwere Zeit dieser Hungersnot im kollektiven Gedächtnis der Kenianer verankert. Bei den Kikuyu wird sie als Ng’aragu ya Ruraya, „Der große Hunger“ bezeichnet, in den kambasprachigen Gebieten als Yua ya Ngomanisye, „Der Hunger, der überall hinkam“ oder auch „Der grenzenlose Hunger“.